# Márcio Zancanaro
Márcio Antonio Zancanaro (Xavantina, 6 agosto 1980) è un giocatore di calcio a 5 brasiliano.

## Caratteristiche tecniche
Difensore capace di interpretare efficacemente sia il ruolo di ultimo che quello di laterale, è dotato di una spiccata propensione offensiva, che lo ha portato nella stagione 2002-03 a vincere il titolo di capocannoniere della Serie A2.

## Carriera
Giunto in Italia nel 2000 per sostenere un provino con l'Arzignano Grifo, viene invece tesserato dalla Jesina, con cui esordisce in Serie A. Il campionato si conclude con la retrocessione dei marchigiani, così il difensore si trasferisce al Cesena in Serie A2. Nella prima stagione la squadra ottiene la salvezza solamente tramite i play-out, mentre in quella seguente conclude al terzo posto raggiungendo la finale play-off; Zancanaro vince inoltre la classifica dei marcatori del girone A. In estate si trasferisce nella Liga Nacional per giocare con il Carnicer Torrejón: al termine della stagione i madrileni sono costretti allo spareggio per non retrocedere. Non confermato nella stagione successiva, accetta di scendere di categoria accasandosi al Leis Pontevedra dove si trattiene un solo anno, prima di fare ritorno al Cesena con cui vince sia il campionato di Serie A2 sia la Coppa Italia di categoria. Dopo aver disputato la prima metà di stagione con i romagnoli, nella finestra invernale di trasferimenti ritorna in serie A2 accordandosi con la Marca Trevigiana. L'organico della squadra grigionera è talmente competitivo che infrange numerosi record della categoria, vincendo il proprio girone e arrivando addirittura a giocare la semifinale dei play-off scudetto. Lo scarso utilizzo lo convincono a cambiare nuovamente, accasandosi in prestito alla Polizia Penitenziaria con cui vince nuovamente la Coppa Italia di Serie A2. L'estate successiva la società spoletina (nel frattempo ripescata nella massima serie) riscatta il giocatore, ma la stagione si rivela subito negativa e la squadra retrocede matematicamente alcune giornate prima del termine del campionato. Zancanaro non segue tuttavia gli umbri, trasferendosi al Cagliari di cui diventa capitano e trattenendosi per tre stagioni, la seconda delle quali culminata nella retrocessione degli isolani. Alla ricerca di nuove sfide, nel 2012 firma per l'Orte con cui vince il campionato di serie B e sfiora nella stagione seguente, da capitano, la promozione in serie A. Al termine della stagione, rimasto svincolato, si accorda con la formazione lucana della Libertas Eraclea.

## Palmarès

### Competizioni nazionali
- Campionato di Serie A2: 3
Cesena: 2005-06
Marca Trevigiana: 2006-07
CMB 2018-19
- Coppa Italia di Serie A2: 2
Cesena: 2005-06
Polizia Penitenziaria: 2007-08
- Campionato di Serie B: 1
Orte: 2012-13
- Campionato di Serie C1:  1
- Ferrandina 2023/2024
- Coppa Italia di C1:  1
- Ferrandina 2023 /2024

### Individuale
- Capocannoniere della Serie A2: 1
Cesena: 2002-03